# 88式地対艦誘導弾
88式地対艦誘導弾（はちはちしきちたいかんゆうどうだん）は、陸上自衛隊の野戦特科部隊が装備している地対艦ミサイル（対艦誘導弾）システム。略称はSSM-1で、広報を対象とした対外愛称はシーバスター。部隊内での通称は「SSM」。1988年（昭和63年）から配備されている。

## 来歴
日本は島国で海岸線が長大であるという特性から、陸・海・空の各幕僚監部は対艦誘導弾の有用性に着目し、1968年（昭和43年）頃から国内開発についての検討に着手していた。技術研究本部での部内研究などを経て、まず1973年より航空自衛隊向けの空対艦ミサイルの試作予算が承認され、80式空対艦誘導弾（ASM-1）として1980年（昭和55年）に制式化された。
これをもとに、陸上自衛隊向けの地対艦ミサイルとして開発されたのが本ミサイルである。沿岸に接近した上陸・侵攻艦船の撃破を目的としている。
1979年（昭和54年）から技術研究本部での部内研究が開始され、1982年（昭和57年）から試作が開始された。開発経費は約205億円。

## 構成

### ミサイル設計
ミサイルの基本構成はASM-1とおおむね共通しており、前方から弾頭レーダーシーカー部、誘導部、弾頭部、燃料タンク部、エンジン部から構成されて、ミサイル本体中ほどに4枚の翼を持ち、本体尾部に4枚の操舵翼を有する。ミサイルは翼を折りたたんだ状態でキャニスターに収容されており、発射直後に展開される。
中途航程では慣性航法装置（INS）を用いてあらかじめプログラムされた経路を飛翔し、海面上に出ると降下を開始して、電波高度計で高度を測定しつつ、敵艦船のレーダー探知をくぐり抜けるためシースキミングする。終末航程ではミサイル自身がアクティブ・レーダー・ホーミング（ARH）を行って、目標を捜索・探知・捕捉して突入する。基本的にはASM-1の技術を発展・転用したものであるが、ASM-1の開発時点と比して電子工学技術が著しく進歩していたことから、SSM-1ではホーミング装置の信号処理をデジタル化して電子防護（ECCM）性能を向上させるとともに、慣性装置センサ部の3軸にジャイロと加速度計を取り付けており、ASM-1が姿勢角制御だったのに対し、SSM-1では位置制御方式として、初中期の誘導性能を向上させた。
所定の射程を確保するため、エンジンは固体燃料ロケットからTJM2ターボジェットエンジンに変更された。また地上発射に対応するため、初期加速用に4枚の安定翼を持つ固体燃料ロケットブースター部が尾部に追加されている。ブースターは初期加速終了後、分離される。

### システム構成
本システムは、指揮統制装置（JTSQ-W4）、捜索・標定レーダー装置（JTPS-P15）、射撃統制装置（JTSQ-W5）、中継装置（JMRC-R5）、ミサイル発射機、予備ミサイル・装填装置で構成される。システムは車載化されており、十分な機動性を有する。
運用可能なシステム構成の組合せはおおむね以下のとおりであり、求められる任務の規模に応じて柔軟に組み合わされ運用される。
- 指揮統制装置×1基
- 中継装置×1-12基（ただし接続可能な捜索・標定レーダー装置は、中継装置1基につき最大2基まで）
- 捜索・標定レーダー装置×1-12基
- 射撃統制装置×1-4基（ただし接続可能な発射機は、射撃管制装置1基につき1基-4基まで）
- ミサイル発射機搭載車×1-16両
- 予備ミサイル・装填装置搭載車×1-16両

2011年（平成23年）5月時点で5個地対艦ミサイル連隊が編成され、各連隊の隷下には4個射撃中隊が編制されている。連隊の本部管理中隊に捜索・標定レーダー装置と中継装置と指揮統制装置、各中隊本部に射撃統制装置が1基ずつ、各中隊にミサイル発射機搭載車と予備ミサイル・装填装置搭載車がそれぞれ4両ずつ配備されている。
発射機は6連装のチューブ状のキャニスターを兼ねた発射装置を74式特大型トラックに搭載した構成となっている。予備ミサイルはキャニスターに収められ計6本のキャニスターがクレーン付き74式の荷台に搭載され、発射機への積み替えは予備弾搭載車両のクレーンを用いて行われる。なお本誘導弾は、12式地対艦誘導弾の発射機搭載車両（重装輪回収車ベース）に搭載し、発射することが可能である。
また、水平線外射撃が可能な150kmを超える射程と、対艦ミサイルとしては本システムだけが持つ地形回避飛行能力を活かして、指揮装置や発射機を内陸部に設置してミサイルを発射することができ、遠距離から発射することでシステムの被発見率と生残性を高めることができるようになっている。このため上富良野駐屯地などの内陸部にも地対艦ミサイル連隊が編成されている。
ミサイル発射時には捜索・標定レーダー装置JTPS-P15が海岸線に進出し、捜索・探知・識別した目標の位置情報と識別情報がレーダー中継装置を経由して指揮統制装置に送られる。指揮統制装置により経路プログラミングの諸元（中間誘導地点とそこまでに至る経路など）を計算後、処理結果と発射指令は射撃管制装置を経由して発射機・ミサイル本体に送られ、斜め上方へ仰角をかけた発射機の発射チューブからミサイルが発射される。
江畑謙介は、水平線の向こうを捜索できないレーダーの特性上、JTPS-P15に捜索標定を依存する陸上自衛隊の運用法では、遠洋の敵艦船に対しては十分な運用ができないとして批判。これからは捜索標定に無人航空機（UAV）などを活用すべきであると主張した。一方、小川和久が知己の海上自衛隊の将官から入手した情報によると、遠洋を航行する敵艦船に対しては、海自のP-3C哨戒機が敵艦船を同定し、この音声情報を元に陸上自衛隊側が本システムを運用する手はずになっているという。また、2015年（平成27年）2月13日付の読売新聞朝刊の記事では、海自のP-3Cが探知した情報を元に、陸自側が火力戦闘指揮統制システムに敵艦船の情報を手作業で入力して本システムを運用する手はずになっていると報じられた。

## 運用史
1987年（昭和62年）夏に国産ミサイルとしては初めてアメリカの射場で実用試験に成功。1991年（平成3年）以降、毎年秋頃には米カリフォルニア州のポイントマグー射場 (NAS Point Mugu) にて射撃訓練を行っており、電波妨害下での射撃も含め、全てのミサイルの命中に成功している。

### 調達数
| 予算計上年度          | 調達数    |
| --------------------- | --------- |
| 昭和63年度（1988年）  | 6基       |
| 平成 元年度（1989年） | 16基      |
| 平成 2年度（1990年）  | 16基      |
| 平成 3年度（1991年）  | 8基       |
| 平成 4年度（1992年）  | 8基       |
| 平成 5年度（1993年）  | 8基       |
| 平成 6年度（1994年）  | 8基       |
| 平成 7年度（1995年）  | 8基       |
| 平成 8年度（1996年）  | 4基       |
| 平成 9年度（1997年）  | 4基       |
| 平成10年度（1998年）  | 8基       |
| 平成11年度（1999年）  | 4基       |
| 平成12年度（2000年）  | 4基       |
|                       | 合計102基 |

### 配備部隊・機関
北部方面隊
- 第1特科団
  - 第1地対艦ミサイル連隊（3個地対艦ミサイル中隊基幹）
    - 第306地対艦ミサイル中隊

  - 第2地対艦ミサイル連隊（3個地対艦ミサイル中隊基幹）
  - 第3地対艦ミサイル連隊（3個地対艦ミサイル中隊基幹）
    - 第305地対艦ミサイル中隊

東北方面隊
- 第4地対艦ミサイル連隊（3個地対艦ミサイル中隊基幹）

西部方面隊
- 第2特科団
  - 第8地対艦ミサイル連隊
    - 第3地対艦ミサイル中隊

陸上自衛隊武器学校
陸上自衛隊システム通信・サイバー学校
廃止部隊
東部方面隊
- 第6地対艦ミサイル連隊

過去に装備していた部隊
西部方面隊
- 第5地対艦ミサイル連隊

陸上自衛隊富士学校
- 富士教導団
  - 特科教導隊 - 第6射撃中隊

### 派生型・後継型

対艦誘導弾の発達・開発系譜

88式地対艦誘導弾を基礎に、海上自衛隊向け艦対艦ミサイルの90式艦対艦誘導弾、哨戒機搭載用空対艦ミサイルの91式空対艦誘導弾が開発されている。
また、平成24年度（2012年度）予算から後継システムの12式地対艦誘導弾の取得が開始された。これは防衛省技術研究本部が88式地対艦誘導弾システム(改)として開発を行っていたもので、88式地対艦誘導弾と比べて、目標情報更新能力、目標大小判別能力と指揮統制機能、命中点のばらつき、再装填時間が向上しており、同時弾着精度向上、推力偏向装置付きブースターと垂直発射方式の採用による即応性と陣地選定の自由度向上、地形追随能力の向上が成されたことにより、システムと誘導弾の生存性が高まっている。中間誘導では慣性誘導に加えてGPSでも誘導を行うことができるように改良されている。さらには、ライフサイクルコストの低減が図られている。

## 登場作品

### 映画・オリジナルビデオ
『SFX巨人伝説ライン』
第7話にて、鹿島港から上陸してくる3体の怪獣の迎撃にあたる陸上自衛隊が、鹿嶋市内に展開させる。
『ゴジラシリーズ』
『ゴジラvsデストロイア』
陸上自衛隊が、デストロイア幼体を迎撃するため円陣を組む各種メーサー車や90式戦車などの自衛隊車両群とともに、東京臨海副都心に展開させる。
『ゴジラ×メカゴジラ』
実物が日本映画初登場。冒頭にて、陸上自衛隊が館山市近くの県道89号線上に展開させ、館山市に上陸し北上するゴジラに対して使用する。その後、八景島にゴジラが上陸した際にも展開されるが、この時は使用されず、品川での戦闘の際には品川東病院からの避難時間を稼ぐために使用され、ゴジラに対して近距離から発射される。
『ゴジラ×モスラ×メカゴジラ 東京SOS』
陸上自衛隊が、ゴジラの東京上陸を阻止するために使用し、関東地方一帯から東京湾内のゴジラに対して数十発が発射される。一部は射程の余裕からミサイルの燃料が余っているため、着弾時の爆発で燃料にも引火し、さらに威力が増している。

『戦国自衛隊1549』
極秘実験中の事故により戦国時代へタイムスリップした第三特別実験中隊の装備として登場。タイムスリップ直後に戦国武者たちの襲撃を受ける。なお、タイムスリップしたのは発射機と捜索レーダーだけのため、使用は不可能である。

### アニメ・漫画
『オメガ7』
第5巻にて、陸上自衛隊が石垣島に配備されていたものを、尖閣諸島に侵攻する中国海軍に対して使用する。
『最臭兵器』
毒ガス兵器と化しつつ東京へと向かう主人公の迎撃に出動する部隊に混ざっている。
『バトルオーバー北海道』
陸上自衛隊が、北海道に侵攻するソ連海上艦隊に対して使用する。
『魔法少女まどか☆マギカ』
第11話にて、暁美ほむらがトマホークランチャー (Blu-ray版では、TV放送版のランチャーから側面に「SHAFT」と記載されたものに変更されている)とともに、発射機2基を「ワルプルギスの夜」に対して使用。
直撃しているが弾着時に爆発せず、そのまま推進し「ワルプルギスの夜」を予め敷設していた地雷群へと押しやった。

### ゲーム
『Wargame Red Dragon』
NATO陣営で使用可能な対艦兵器として「SEA BUSTER」の名称で登場する。何故か使用弾がRGM-84 ハープーンになっている。
『大戦略シリーズ』
日本もしくはN国の装備として登場する。艦艇に対して自動で攻撃することが可能。